# Hapoel Kfar Saba
Hapoel Kfar Saba izraelski je nogometni klub iz grada Kfar Sabe. Igraju na Levite Stadiumu kapaciteta 7000 ljudi. Klub nema velikih uspjeha u bližoj prošlosti i uvijek nakon ulaska u prvu ligu, iz nje ispadaju godinu potom. Od trofeja pamte prvenstvo 1982. godine, i nacionalni kup 1975., 1980. i 1990.